# Anitra Steen

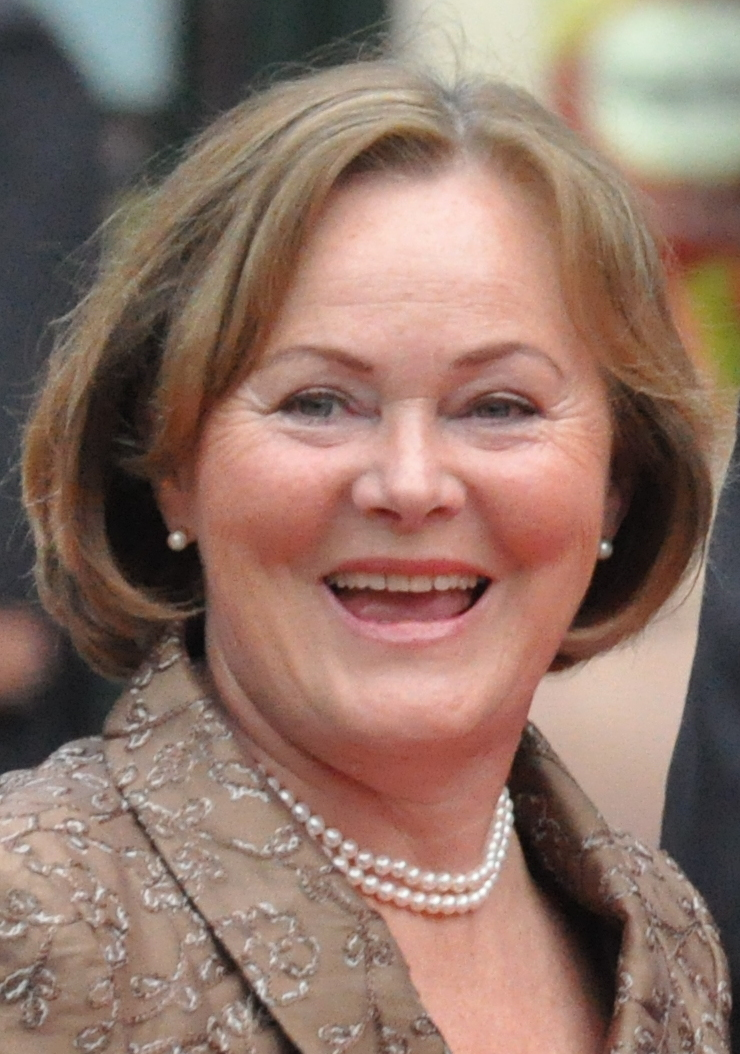
Anitra Steen

Anitra Linnéa Steen (* 13. Mai 1949 in Fagersta) ist eine schwedische Unternehmerin und Politikerin (Sveriges socialdemokratiska arbetareparti).
Steen arbeitete ab 1981 als Beamtin im schwedischen Finanzministerium. Von 1989 bis 1991 war sie Staatssekretärin im Bildungsministerium und von 1994 bis 1995 als Staatssekretärin im Finanzministerium. Anschließend wurde sie generaldirektör des Skatteverket. Von 1999 bis 2009 war sie Vorstandsvorsitzende der staatlichen schwedischen Alkohol-Monopolgesellschaft Systembolaget. Im Mai 2009 ging sie altersbedingt in Pension.
Seit 2003 ist sie mit Göran Persson verheiratet, der bis 2006 schwedischer Ministerpräsident war und den sie in der gemeinsamen Zeit im Finanzministerium kennengelernt hatte.
Steen ist seit 1996 Mitglied der Königlich Schwedischen Akademie der Ingenieurwissenschaften.